# James Tyler (Bobfahrer)
James A. Tyler (* 9. August 1960 in Chicago, Illinois) ist ein ehemaliger US-amerikanischer Bobsportler.
Tyler besuchte die Grant High School in Fox Lake und betrieb dort Leichtathletik. Nach seinem Abschluss wechselte er zum Bobsport und nahm dort an der Weltmeisterschaft 1979 am Königssee teil. Außerdem konnte er sich für die Olympischen Winterspiele 1984 in Sarajevo qualifizieren. Im Zweierbob mit Brent Rushlaw belegte er den 15. Platz. Mit seinen Teamkollegen Ed Card, Frank Hansen und Rushlaw wurde er im Viererbobwettbewerb 16.
Tylers Bruder Joe Tyler war ebenfalls Bobfahrer und Olympiateilnehmer 1980.